# Ambulo
Ambulo er en dansk kortfilm fra 2012 instrueret af Mathias Elmose Andersen.

## Handling
Da ambulancelægen Dorte rykker ud til en forulykket bil og finder sin datter Signe bag rattet, må hun træffe et valg mellem sit moderinstinkt og sit lægeløfte.

## Medvirkende
- Andrea Vagn Jensen, Dorte
- Julie Brochorst Andersen, Signe
- Maria Julsgaard Larsen, Louise
- Chris Blak Willing, Jonas
- Rasmus Reiersen, Bondemand
- Ernst Bøje, Dreng
- Paul Svane, Ambulanceleder
- Ingrid Knudsen, Ambulanceassistent